# Bedrog (Nederlands privaatrecht)
Bedrog (Latijn: dolus) is in het Nederlands privaatrecht een van de vier mogelijke oorzaken van een wilsgebrek, naast bedreiging, dwaling en misbruik van omstandigheden. Van bedrog is sprake 'wanneer iemand een ander tot het verrichten van een bepaalde rechtshandeling beweegt door enige opzettelijk daartoe gedane onjuiste mededeling, door het opzettelijk daartoe verzwijgen van enig feit dat de verzwijger verplicht was mede te delen, of door een andere kunstgreep' (artikel 44, derde lid, van Boek 3 van het Burgerlijk Wetboek). Een succesvol beroep op bedrog heeft tot gevolg dat de betreffende rechtshandeling vernietigd wordt, nu de door artikel 33 van Boek 3 van het Burgerlijk Wetboek vereiste overeenstemming tussen wil en verklaring op een gebrekkige wijze tot stand is gekomen.
Bedrog veronderstelt het bestaan van dwaling (een onjuiste voorstelling van zaken), die evenwel niet hoeft te voldoen aan de eisen van artikel 228 van Boek 6 van het Burgerlijk Wetboek. Degene die een beroep doet op bedrog zal feiten en omstandigheden moeten stellen en bij voldoende betwisting moeten bewijzen dat de wederpartij opzet had op het veroorzaken van zo'n onjuiste voorstelling van zaken. Tevens zal hij aannemelijk moeten maken dat de rechtshandeling bij een juiste voorstelling van zaken niet tot stand zou zijn gekomen (causaal verband).

## Verschillen tussen bedrog en dwaling
Bij bedrog is er, in tegenstelling tot dwaling, sprake van opzet waarbij iemand willens en wetens (expres) in dwaling wordt gebracht.
Bij dwaling geldt er een onderzoeksplicht van de dwalende partij op grond van de zogenaamde verkeersopvattingen genoemd in art. 6:228 lid 2 B.W., en pas wanneer daaraan voldaan is, is er sprake van een geslaagd beroep op dwaling. Bij bedrog is het niet nodig, dat er is voldaan aan een onderzoeksplicht.

## Definitie
Bij bedrog wordt iemand tot een bepaalde rechtshandeling bewogen door een opzettelijk onjuiste mededeling (het vertellen van onwaarheden/leugens), opzettelijke verzwijging (iets belangrijks niet mededelen, wat men juist verplicht was mede te delen) of een andere kunstgreep (bijvoorbeeld het opgeven van een valse naam, een vals adres, het vervalsen van stukken en zich in een valse hoedanigheid presenteren).
Een ‘aanprijzing in algemene bewoordingen’: overdrijving in advertenties is echter toegestaan, ook al is ze onwaar, en levert noch een gerechtvaardigd beroep op bedrog, noch op dwaling op. Voorbeelden hiervan zijn: ‘de mooiste’, ‘de beste’ en ‘de goedkoopste’.